# Savanette
Savanette (em crioulo, Savanèt), é uma comuna do Haiti, situada no departamento do Centro e no arrondissement de Lascahobas.